# 潘科乡村教堂

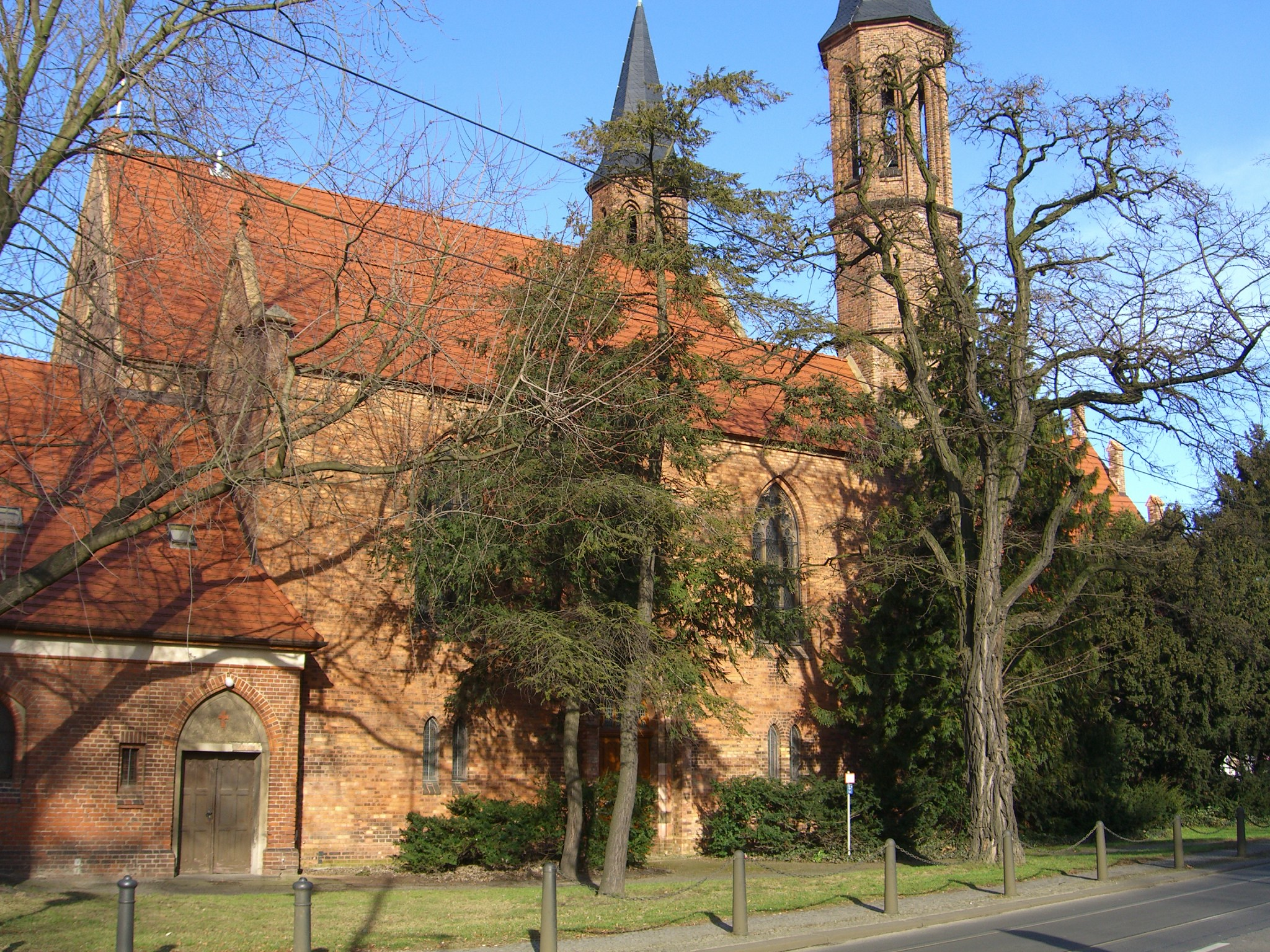
潘科乡村教堂

四福音老堂区教堂（Alte Pfarrkirche „Zu den Vier Evangelisten），又名潘科乡村教堂（Dorfkirche Pankow），是柏林的一座新教教堂，位于潘科区约翰内斯 R.贝谢大街。 

## 建筑
潘科乡村教堂包括两个完全不同的部分，15世纪（也许是13世纪）的长方形乡村教堂，现在用作唱诗班席；1858年到1859年向西扩展的部分，还有八角形的钟楼。. 
老堂比较短而宽（长14.66米，宽10.52米），用巨石砌筑，边缘用砖。东山墙完全用砖砌筑，有三个尖窗。
1539年这里成为一座新教教堂，在第二次世界大战期间教堂受到严重破坏。 
1977年9月，建筑被列为法定古迹。